# Cantons del Baix Rin
Els Cantons del Baix Rin (Gran Est) són 23 i s'agrupen en cinc districtes. Fins al 2015 hi havia 44 i en 7 districtes.

## Fins al 2015
| Districte                        | Cantó                  | Població (1999) | Extensió in km² | Comunes |
| -------------------------------- | ---------------------- | --------------- | --------------- | ------- |
| Districte de Haguenau            | Bischwiller            | 43.762          | 180,13          | 21      |
|                                  | Haguenau               | 49.593          | 275,29          | 16      |
|                                  | Niederbronn-les-Bains  | 27.089          | 210,32          | 19      |
| Districte de Molsheim            | Molsheim               | 37.503          | 203,60          | 20      |
|                                  | Rosheim                | 15,645          | 133,23          | 9       |
|                                  | Saales                 | 3.481           | 85,83           | 7       |
|                                  | Schirmeck              | 12.996          | 167,14          | 16      |
|                                  | Wasselonne             | 19.979          | 155,22          | 17      |
| Districte de Saverne             | Bouxwiller             | 18.368          | 166,63          | 19      |
|                                  | Drulingen              | 11.186          | 163,97          | 26      |
|                                  | Marmoutier             | 10.584          | 122,58          | 25      |
|                                  | La Petite-Pierre       | 9.960           | 196,20          | 20      |
|                                  | Sarre-Union            | 14.503          | 223,21          | 20      |
|                                  | Saverne                | 23.650          | 130,32          | 18      |
| Districte de Sélestat-Erstein    | Barr                   | 17.567          | 163,66          | 16      |
|                                  | Benfeld                | 17.697          | 126,21          | 13      |
|                                  | Erstein                | 22.419          | 135,27          | 14      |
|                                  | Marckolsheim           | 19.392          | 217,92          | 21      |
|                                  | Obernai                | 19.982          | 93,90           | 10      |
|                                  | Sélestat               | 28.028          | 132,59          | 9       |
|                                  | Villé                  | 9.768           | 111,02          | 18      |
| Districte de Strasbourg-Campagne | Bischheim              | 27.489          | 7,83            | 2       |
|                                  | Brumath                | 45.038          | 198,49          | 21      |
|                                  | Geispolsheim           | 30.109          | 97,38           | 10      |
|                                  | Hochfelden             | 15.223          | 133,91          | 29      |
|                                  | Illkirch-Graffenstaden | 51.436          | 35,01           | 3       |
|                                  | Mundolsheim            | 45.029          | 71,74           | 14      |
|                                  | Schiltigheim           | 30.841          | 7,63            | 1       |
|                                  | Truchtersheim          | 19.259          | 132,32          | 24      |
| Districte de Strasbourg-Ville    | Strasbourg-1           | 23.756          |                 | 1       |
|                                  | Strasbourg-2           | 21.362          |                 | 1       |
|                                  | Strasbourg-3           | 24.893          |                 | 1       |
|                                  | Strasbourg-4           | 20.756          |                 | 1       |
|                                  | Strasbourg-5           | 22.402          |                 | 1       |
|                                  | Strasbourg-6           | 42.549          |                 | 1       |
|                                  | Strasbourg-7           | 25.533          |                 | 1       |
|                                  | Strasbourg-8           | 25.518          |                 | 1       |
|                                  | Strasbourg-9           | 31.331          |                 | 1       |
|                                  | Strasbourg-10          | 26.015          |                 | 1       |
| Districte de Wissembourg         | Lauterbourg            | 4.047           | 43,34           | 5       |
|                                  | Seltz                  | 12.055          | 106,49          | 14      |
|                                  | Soultz-sous-Forêts     | 18.295          | 150,56          | 19      |
|                                  | Wissembourg            | 17.256          | 197,07          | 13      |
|                                  | Wœrth                  | 11.821          | 100,93          | 17      |

## 2015

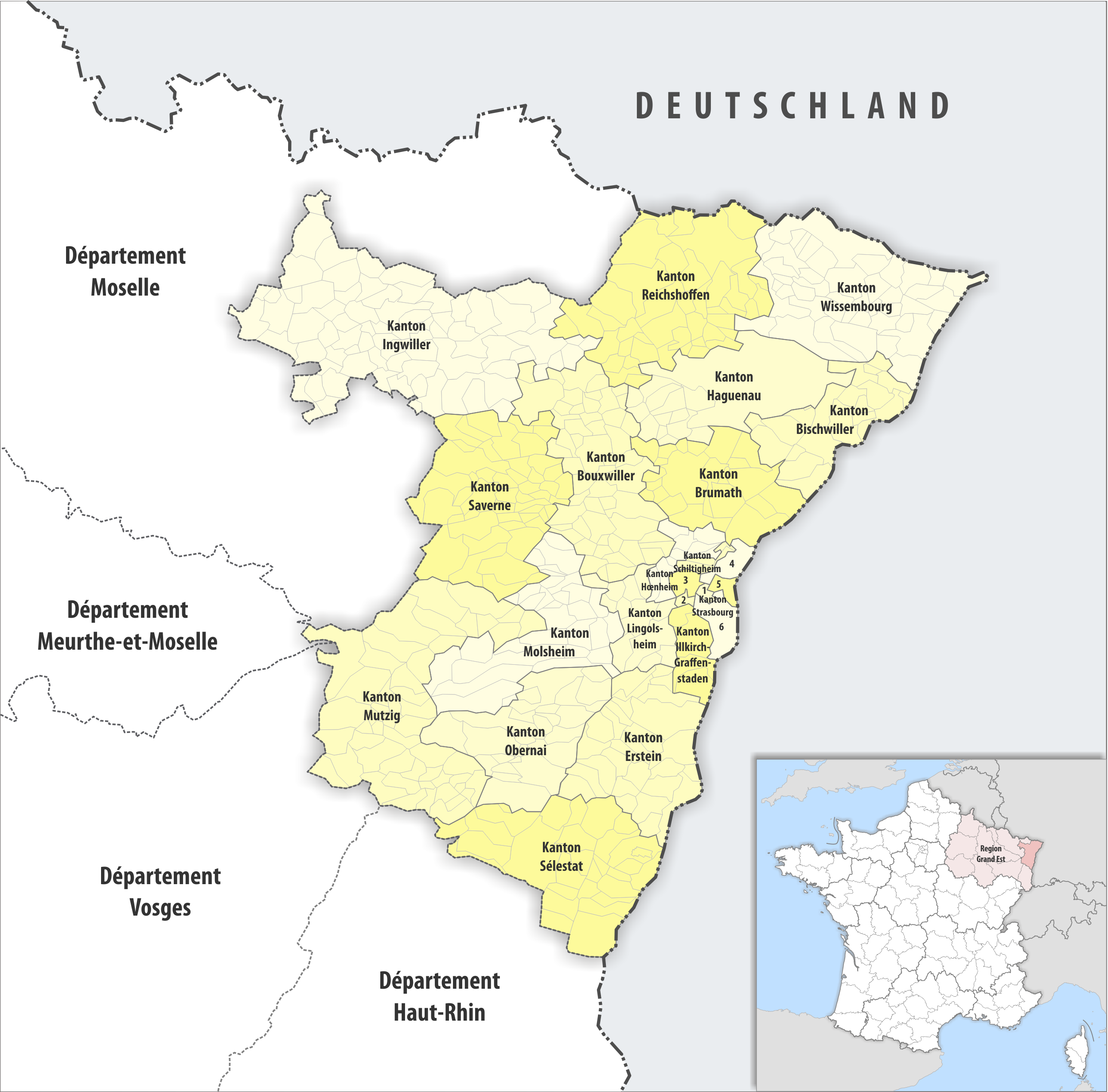
Divisió cantonal del Baix Rin a partir del 2015

Una nova redistribució territorial va ser definida per decret del 18 de febrer de 2014, per al departament del Baix Rin, que va entrar en vigor en el moment de la primera renovació general d'assemblearis departamentals després d'aquest decret, qüestió que va passar al març de 2015.
Es va reduir de 44 a 23 cantons.
- Bischwiller
- Bouxwiller
- Brumath
- Erstein
- Haguenau
- Hœnheim
- Illkirch-Graffenstaden
- Ingwiller
- Lingolsheim
- Molsheim
- Mutzig
- Obernai
- Reichshoffen
- Saverne
- Schiltigheim
- Sélestat
- Estrasburg-1
- Estrasburg-2
- Estrasburg-3
- Estrasburg-4
- Estrasburg-5
- Estrasburg-6
- Wissembourg